# Astragalus melilotoides
Astragalus melilotoides är en ärtväxtart som beskrevs av Pall.. Astragalus melilotoides ingår i släktet vedlar, och familjen ärtväxter.

## Underarter
Arten delas in i följande underarter:
- A. m. melilotoides
- A. m. tenuis